# Star di Kleene
In logica matematica e in informatica, la stella di Kleene (o chiusura di Kleene, o operatore di Kleene) è un'operazione unaria definita su un insieme di stringhe o su un insieme di simboli o caratteri. In matematica, è più noto come la costruzione di un monoide libero. L'applicazione della stella di Kleene ad un insieme {\displaystyle V} viene scritta come {\displaystyle V^{*}}; viene impiegata normalmente nelle espressioni regolari, contesto in cui Stephen Kleene ha introdotto originariamente tale concetto, stante ad indicare "zero o più".

## Nozioni introduttive
Sia {\displaystyle A} un insieme che chiameremo alfabeto. Si definisce universo linguistico di {\displaystyle A}, e si indica con {\displaystyle A^{*}}, l'insieme formato dalle sequenze finite di elementi di {\displaystyle A}. Gli elementi di {\displaystyle A^{*}}, detti anche parole, sono dunque ottenuti concatenando un numero arbitrario (ma finito) di elementi di {\displaystyle A}, che prendono il nome di lettere dell'alfabeto. Se {\displaystyle \alpha } e {\displaystyle \beta } sono due parole, indichiamo con {\displaystyle \alpha \beta } la parola ottenuta concatenando le parole date nell'ordine in cui compaiono.
La parola vuota, ossia la sequenza costituita da zero elementi di {\displaystyle A}, è solitamente indicata con il simbolo {\displaystyle \varepsilon }. Per la parola vuota vale la seguente proprietà:
{\displaystyle \alpha \varepsilon =\varepsilon \alpha =\alpha ,\quad \forall \alpha \in A^{*}.}
Per ogni elemento {\displaystyle x} di {\displaystyle A}, l'operazione di concatenazione si definisce come:
{\displaystyle S_{x}\left(\alpha \right)=\alpha x,\quad \forall \alpha \in A^{*}.}
Si dimostra che {\displaystyle A^{*}} coincide con la chiusura induttiva dell'insieme formato dalla parola vuota {\displaystyle \varepsilon } rispetto all'insieme delle operazioni di concatenazione definite su tutti gli elementi di {\displaystyle A}, ossia:
{\displaystyle A^{*}={\mathcal {C}}los\left(\left\{\varepsilon \right\},\left\{S_{x}\;|\;\forall x\in A\right\}\right).}
Si definisce linguaggio sull'alfabeto {\displaystyle A} ogni sottoinsieme {\displaystyle L} di {\displaystyle A^{*}}. Se {\displaystyle n\in N,a\in A}, si indica con {\displaystyle a^{n}} la parola di {\displaystyle A^{*}} ottenuta giustapponendo {\displaystyle n} volte {\displaystyle a}, ossia:
{\displaystyle a^{n}=\underbrace {aaa\ldots a} _{n}.}
Se indichiamo con {\displaystyle L_{1}} e {\displaystyle L_{2}} due linguaggi su {\displaystyle A}, possiamo definire la seguente operazione di prodotto (o concatenazione) tra linguaggi:
{\displaystyle L_{1}\cdot L_{2}=\left\{\alpha \beta \;|\;\alpha \in L_{1},\beta \in L_{2}\right\}.}
Inoltre, se {\displaystyle L} è un linguaggio, definiamo la seguente nozione di potenza {\displaystyle n}-esima:
{\displaystyle L^{0}=\left\{\varepsilon \right\},}
{\displaystyle L^{n+1}=L\cdot L^{n},\quad n\in N.}

## Definizione
Se {\displaystyle L} è un linguaggio, si definisce star di Kleene l'operazione:
{\displaystyle L^{*}=\bigcup _{n\in N}L^{n}.}